# Проспект КИМа
Проспект КИ́Ма (часто, в том числе и на указателях, ошибочно указывается как проспект КИМА и проспект Кима) — магистраль на острове Декабристов в Санкт-Петербурге. Пересекает остров Декабристов, идя с юга, от набережной Смоленки, на север — за Уральскую улицу в сторону Малой Невы. Длина — около 1 км.
В 2018 году проспект КИМа был соединён с продолжением набережной Макарова.

## Происхождение названия
Именем КИМ, то есть Коммунистического интернационала молодёжи (международная молодёжная организация, созданная в 1919 году как секция Коминтерна), был назван вновь построенный в 1925 году профсоюзный стадион. Присвоение имени КИМа прилегающей магистрали датируется 1933 годом.

## Достопримечательности
- Дома № 5/34 литеры А, Б; 7/19 литеры А, Б (Железноводская улица, переулок Каховского 2, 10/ площадь Балтийских Юнг) — жилые дома акционерного общества «Новый Петербург» (1912—1914), построенные мастером северного модерна Ф. И. Лидвалем при участии Э. И. Коха и А. М. Литвиненко. Эти дома должны были стать частью масштабного, но нереализованного проекта по жилищной застройке острова Голодай (вместе с домами 2, 7 и 10 по переулку Каховского) в неоклассическом стиле.  7830678000

### Стадион «Калининец»
Профсоюзный стадион (архитектор М. М. Синявер) был построен на месте устроенного ещё до Октябрьской революции, в начале XX века, футбольного поля — тренировочной площадки городской команды «Меркур». Рядом была возведена эстрада, где проходили концерты; на стадионе организовывались и массовые певческие праздники. Стадион был возведён из дерева, и в годы блокады Ленинграда во время Великой Отечественной войны он был разобран на дрова.
Согласно генеральному плану Санкт-Петербурга, участок по адресу проспект КИМа, д. 1, лит. И, относится к территории рекреационного назначения и не подлежит застройке жилыми зданиями, однако объекты для спорта и лечения относятся к условно-разрешённым. Собственник земли неоднократно менялся. В конце 2020 учреждённая 27 февраля того же года компания «Деловой остров» подала документы на строительство «универсальной спортивной базы для проведения спортивных сборов команд», который на деле представляет собой 11-этажный комплекс для 900 апартаментов и подземной парковкой на 200 мест. Девелопер предоставил результат негосударственной экспертизы с положительным заключением по проекту, однако Госстройнадзор отказал компании в выдаче разрешения на строительство. Застройщик подал на город в суд. Жители города обратились к губернатору с требованием остановить стройку, ссылаясь на искажение реального целевого назначения проекта, незаконность возведения апартаментов в рекреационной зоне и несоразмерной нагрузке на дорожно-инфраструктурную сеть района. В апреле 2021 года собственник участка огородил территорию и отказал в доступе клубу стрельбы из лука, который арендует полосу земли на бывшем стадионе. Губернатор утверждает, что «документация на размещение объектов спорта и гостиничного обслуживания в границах участка» ему не поступала. В просьбе жителей перевести рассматриваемую землю в статус Р0-2 (для физкультурно-оздоровительных целей), чтобы избежать опасности застройки многоэтажным жильём, Комиссия по землепользованию и застройке отказала.

### Кладбище «Остров Декабристов»
У начала проспекта, близ реки Смоленки, находится главный вход кладбища «Остров Декабристов». Территориально кладбище является — вместе с армянским и примыкающим к последнему с востока лютеранским — продолжением Смоленского кладбища Васильевского острова на правом (северном) берегу разделяющей их реки Смоленки.
В годы Великой Отечественной войны кладбище на острове Декабристов стало одним из мест братских захоронений жителей Ленинграда (в основном, Василеостровского района), умерших от голода в блокаду, а также воинов, погибших на фронте при защите города и умерших в госпиталях. Над братскими могилами василеостровцев, а также солдат и моряков поставлены обелиски. Одним из первых групповых захоронений периода блокады стали могилы рабочих, погибших у станков во время обстрела Кировского завода 3 октября 1941 года. Другая братская могила — рабочих завода имени М. И. Калинина, погибших при обороне Ленинграда. Экипажу подводной лодки Щ-323, подорвавшейся на мине и затонувшей 1 мая 1943 года, поставлен памятник (архитекторы А. Д. Левенков, Е. А. Духовный, скульптор Е. А. Вишневецкая, инженер А. В. Шанин; руководили работами ветераны-подводники М. И. Даневич и И. М. Рубченко) с эпитафией, написанной Всеволодом Азаровым — поэтом-одесситом, драматургом, участником обороны Ленинграда. Отдельная стела поставлена Всероссийской Академией художеств в память о художниках и архитекторах, погибших и умерших в блокаду. Это — И. Я. Билибин, Я. Г. Гевирц, А. Е. Карев, О. Р. Мунц, П. С. Наумов, В. А. Фролов, К. Л. Фурсов и П. А. Шиллинговский. Под их именами на стеле стоит дата: «1942 год».

## Транспорт
Ближайшая станция метро — «Приморская».
По проспекту проходит ряд автобусных маршрутов.
Ранее по проспекту осуществлялось трамвайное движение: с 1928 по 1978 год — на участке «набережная реки Смоленки — Железноводская улица», с 1978 по 2002 год — на участке «Железноводская улица — Уральская улица».